# Quaderni della guerra e altri testi
Quaderni della guerra e altri testi è una raccolta di quattro manoscritti della scrittrice francese Marguerite Duras, pubblicata postumo nel 2006.

## Storia

### IQuaderni della guerra
I Quaderni della guerra provengono dall'archivio dell'IMEC e consistono in quattro quaderni conservati dalla stessa Duras in una busta. La loro stesura risale agli anni tra il 1943 e il 1949 e, se pur con modalità differenti, riportano a uno dei periodi più difficili della vita della scrittrice.
Essi contengono tutti gli abbozzi più significativi di alcuni tra i romanzi più noti della scrittrice. Erano per lo più inediti, tranne qualche breve passo che fu pubblicato nel 1976 su alcune riviste letterarie. Di essi, l'autrice ne fa menzione sia in Les yeux verts quando scrive "Vorrei che lei leggesse quello che faccio, vorrei darle scritti freschi, nuovi, di fresca disperazione, quella della mia vita oggi. Il resto, le cose che stanno negli armadi blu della mia camera, saranno comunque pubblicate un giorno, sia dopo la mia morte sia prima, se dovessi di nuovo aver bisogno di soldi" e nella premessa del romanzo Il dolore.

### Quaderno rosa marmorizzato
Il primo quaderno, che è il più consistente dei quattro, è composto da 123 fogli, quindici dei quali contengono diversi disegni fatti da un bambino, probabilmente da Jean Mascolo, figlio della Duras. Da alcuni riferimenti contenuti nel testo si può dedurre che esso sia stato iniziato durante il 1943. Esso contiene un racconto autobiografico di settanta pagine dove l'autrice racconta alcuni episodi del periodo trascorso in Indocina, compresa quella che sarà la prima versione del suo romanzo L'amante. Le restanti pagine seguenti non si presentano integre e contengono dei frammenti che riappariranno nel romanzo Una diga sul Pacifico oltre ad alcuni testi che in seguito verranno pubblicati nella raccolta Il dolore.

### Presses du XX° siècle
Redatto con ogni probabilità tra il 1946 e il 1948, il secondo quaderno è composto da 44 pagine che contengono, nelle prime dodici, parte del romanzo incompiuto Théodora e la parte iniziale di quello che sarà poi Il dolore che riporta ai margini diverse annotazioni scritte in rosso frutto della rilettura del manoscritto molti anni dopo.

## Edizioni
- Marguerite Duras, Quaderni della guerra e altri testi, traduzione di Laura Frausin Guarino, Collana I narratori, Milano, Feltrinelli, 2008,  p. 323, ISBN 978-88-07-01751-3.